# هوئه هوئه تئوتل

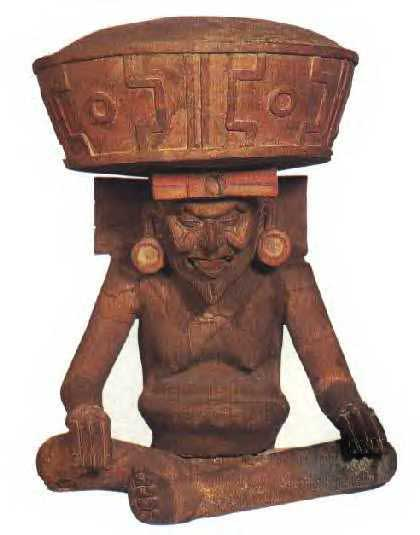
هوئه هوئه تئوتل، تیجوانا، مکزیکو

هوئه هوئه تئوتل یا وه وه تئوتل (به معنای: «خدای قدیمی»؛ یا: «خدای مُسن» یا: «خدای سالخورده» در زبان ناهواتل)، یک ایزد مزوآمریکایی شکل گرفته در پانتئون‌های خدایان فرهنگ‌های پیش کلمبیایی بود، که به خصوص در افسانه‌ها و اساطیر آزتک‌ها و نیز در سایر قومیت‌های منطقه مرکزی مکزیک مورد پرستش قرار می‌گرفت. او همچنین گاهی با نام اوئه اوئه تئوتل نیز، شناخته می‌شود.

## معرفی
گر چه این ایزد، بیشتر در فرهنگ مناطق پیش گفته مطرح بوده‌است، امّا تصاویر و آیکونوگرافی‌هایی که چهرهٔ هوئه هوئه تئوتل را به تصویر می‌کشند، در دیگر سایت‌ها یا جایگاه‌های باستانی در سرتاسر نواحی مزوآمریکا، از جمله در منطقه خلیج مکزیک، نواحی غربی مکزیک، و همین‌طور در سایتهای دوران پروتوکلاسیک (پیش کلاسیک) واقع در ارتفاعات گواتمالا، همچون سایت باستانی کامینالجویو و نیز در سایتهای مربوط به اواخر دوران پست کلاسیک (پساکلاسیک)، همچون سایت‌های واقع در شمال شبه جزیره یوکاتان نیز بدست آمده‌است. (تحقیقات میلر و تائوبه، ۱۹۹۳:۱۸۹).
هوئه هوئه تئوتل اغلب و در برخی از جنبه‌ها، با یکی دیگر از خدایانی که در نواحی مرکزی مکزیک و همین‌طور در بین خدایان آزتک‌ها مطرح است، دارای همپوشانی و شباهت در نظر گرفته می‌شود. این خدا، که با آتش و آتش‌افروزی مرتبط است، شیوتکوتلی نامیده می‌شود. به همین دلیل، در مستندات فلورانس، هوئه هوئه تل، به طور اخص، به عنوان اصطلاحی جایگزین برای شیوتکوتلی در نظر گرفته شده، و به تبع آن، این ایزد، خدایی شمرده شده که گاهی اوقات با عنوان شیوتکوتلی-هوئه هوئه تئوتل نیز، نامیده می‌شود.
با این حال، هوئه هوئه تئوتل به عنوان شخصیتی سالخورده یا حتی ضعیف و ناتوان به تصویر کشیده شده‌است، در حالی که ظاهر شیوتکوتلی، بسیار جوان تر و قوی تر، ترسیم شده و در همراهی با شخصیت وی، هیئت جنگجویی جوان و شاداب و دارای قدرت فرماندهی مشخص گردیده‌است. (تحقیقات میلر و تائوبه)

## شرح
شماری از ایزدان آزتکی به آتش مربوط می‌شوند که کهن‌ترین آنها وه وه تئوتل، یعنی ایزد سالخورده‌است. تصاویری از او که مربوط به ۵۰۰ سال پیش از میلاد است، بر بخوردان در پوئبلا به دست آمده‌است.
این ایزد با توجه به جهات اصلی، ایزد مرکزی است. از این رو می‌توان شکل چلیپا را همراه کاهنان این ایزد و نیز در مجمرها و بخوردان‌های بزرگی که برای سوزاندن مواد خوشبو و معطر مورد استفاده قرار می‌گرفت، یافت.
وی القابی نیز داشت. از جمله: شیوتکوتلی، به معنای ایزد سال، سبزه و فیروزه. هرجا که ایزد فیروزه‌است، تاج آبی رنگی از قطعات فیروزه دارد که ویژهٔ پادشاهان و فرمانروایان مکزیکی بوده‌است. نقاب خاص وی مار آتشین است و روی بینی شاخی دارد که مظهر هفت ستاره‌است.